# Juninho Piauiense
Juninho Piauiense, pseudonimo di Edimar Ribeiro da Costa (Amarante, 26 febbraio 1999), è un calciatore brasiliano, attaccante dell'Al-Muharraq.

## Caratteristiche tecniche
È una seconda punta.

## Carriera
Cresciuto nelle giovanili dello Sport Recife, ha esordito in prima squadra il 14 febbraio 2016 in occasione del match di Copa do Nordeste vinto 2-1 contro il Botafogo-PB.
Il 19 aprile 2018 viene ceduto in prestito al Ceará.